# سيلينة رويترية
السيلينة الرويترية (باللاتينية: Silene reuteriana) نوع نباتي يتبع جنس السيلينة من الفصيلة القرنفلية. سميت نسبة إلى عالم النبات رويتر.

## الموئل والانتشار
موطنها بلاد الشام.